# Max de Freville
Max de Freville (född cirka 1920/25 - död ????) är en av de genomgående karaktärerna i Simon Ravens romansvit Alms for Oblivion. Han figurerade redan i den första boken som publicerades (The Rich Pay Late) och dök upp ganska tidigt även i själva kronologin då han omnämns redan 1952 i handlingen. 

## Fiktiv biografi
Max de Freville förefaller vara något äldre än de övriga karaktärerna och kan därför vara född någon gång mellan 1920 och 1925. Om hans tidiga liv avslöjas ingenting och han är en fullfjädrad hasardspelare då han gör entré i handlingen. 1952 besöker han tillsammans med Lord Canteloupe Kapten Detterling i Baden-Baden varvid de frekventerar hästkapplöpningar. I mitten av 50-talet (skildrat i The Rich Pay Late är han i full gång med välbesökta spelkvällar i London, företrädesvis Chemin de Fer. I slutet av 50-talet inleder han en långvarig och platonsk relation med Angela Tuck vilken varar till hennes död 1970. 
Redan i slutet av 50-talet har de Freville helt klart ledsnat på sin spelverksamhet då han uppenbarligen tjänat så mycket pengar att han kan leva på dem resten av livet. Vad som inte med en gång står klart för läsaren är att de Freville periodvis tycks lida av mentala störningar, något som blir tydligt då han 1959 håller en sista skandalartad spelkväll som förstör hans rykte i London (skildrat i Friends In Low Places). De Freville blir vid denna tid mer intresserad av att samla graverande information om politiker, delvis för att skydda sig själv men även för sitt höga nöjes skull. Exempelvis skickar han ut den misslyckade skojaren Mark Lewson för att stjäla ett brev som visar på hur England provocerade fram Suezkrisen. Brevet ägs av De Frevilles senare partner, greken Stratis Lykiadopolous vilken han synes ha en komplex relation till. 
Under 60-talet bor de Freville företrädesvis på olika håll i Grekland, huvudsakligen Korfu. Han ägnar sig även åt att finansiera filminspelningar såsom den version av Odysséen som spelas in på Korfu 1970. Samma år mister han även sin livskamrat Angela Tuck och synes bli djupt förkrossad över detta. Under de närmaste åren återkommer de Frevilles mentala ohälsa och han ägnar den döda Angela en något osund kult i och med att han gör hennes grav till ett mausoleum och har med sig en staty av henne på sina resor. Han tycks även ha viss kommunikation med den döda som bl.a. vill att han förhindrar vännen Lykiadopolous från att mycket mängder med fula hotell på Korfu. Då romansviten slutar, hösten 1973, försöker de Freville och Lykiadopolous driva ett kasino med osäker framtid i Venedig. Enligt vad han själv säger är hans ekonomi vid denna tid trots allt en smula ansträngd. 